# شارل میری
شارل میری (انگلیسی: Charles Méré؛ ۲۹ ژانویهٔ ۱۸۸۳ – ۲ اکتبر ۱۹۷۰) نمایشنامه‌نویس، فیلم‌نامه‌نویس و کارگردان اهل کشور فرانسه بود. میری در مارسی، فرانسه متولد شد و از سال ۱۹۲۹ تا ۱۹۴۴ رئیس انجمن نویسندگان و آهنگسازان دراماتیک (انجمن نویسندگان و آهنگسازان دراماتیک یا SACD) بود. میری نویسنده ۴۱ نمایشنامه از جمله شش نمایشنامه برای گراند گیگنول و نویسنده سه نمایشنامه غنایی بود. او دو فیلم را تولید کرد و دو فیلم از آثار او ساخته شد.
وی همچنین برندهٔ جوایزی همچون لژیون دونور (فرمانده) شده‌است.